# باربرا بيليكا
باربرا بيليكا (بالبولندية: Barbara Bielecka)‏ (من مواليد 1/كانون الثاني/1931 في شيلم) هي معمارية بولندية ذات توجه وظيفي كما أنها عضوة في كلية العمارة في جامعة غدانسك التكنولوجية. قامت بتصميم كنيسة سيدة ليجين في قرية ليجين في بولندا، والتي تعد أكبر كنيسة في بولندا، وسادس أكبر كنيسة من ناحية المساحة في العالم. تم بناءها بين عام 1994 و عام 2004. في شهر أيار من عام 1985 قامت بالانضمام إلى  هيئة التخطيط الحضري و العمارة في أكاديمية العلوم البولندية في كراكوف.